# Сельское поселение «Посёлок Раменский»
Сельское поселение «Посёлок Раменский» — муниципальное образование в составе Мосальского района Калужской области России.
Административный центр — посёлок Раменский.

## История
Согласно Закону Калужской области в 2011 году на территории административно-территориальной единицы «Мосальский район» было создано новое муниципальное образование со статусом сельского поселения «Посёлок Раменский» в результате преобразования двух граничащих между собой муниципальных образований: сельского поселения «Посёлок Раменский» и сельского поселения «Деревня Рамено» — путём их объединения.

## Население
| 2010 | 2012 | 2013 | 2014 | 2015 | 2016 | 2017 |
| ---- | ---- | ---- | ---- | ---- | ---- | ---- |
| 409  | ↗697 | ↘663 | ↘631 | ↘619 | ↘611 | ↗648 |
| 2018 | 2019 | 2020 | 2021 |      |      |      |
| ↘638 | ↘629 | ↗632 | ↗788 |      |      |      |

## Состав сельского поселения
| №  | Населённый пункт  | Тип населённого пункта          | Население |
| -- | ----------------- | ------------------------------- | --------- |
| 1  | Азарово           | деревня                         |           |
| 2  | Барсуки           | деревня                         | ↗6        |
| 3  | Бесово            | деревня                         |           |
| 4  | Бухоново          | деревня                         | →2        |
| 5  | Бушнево           | деревня                         | →3        |
| 6  | Глагольня         | деревня                         | ↘6        |
| 7  | Гнездилово        | деревня                         | ↗3        |
| 8  | Груздово          | деревня                         | →3        |
| 9  | Девятовка         | деревня                         | ↘9        |
| 10 | Дубровка          | деревня                         | ↘5        |
| 11 | Емельяновка       | деревня                         | ↘0        |
| 12 | Кирпичного Завода | деревня                         | ↘27       |
| 13 | Мощины            | деревня                         | ↘2        |
| 14 | Новоселки         | деревня                         | ↘9        |
| 15 | Павлово           | деревня                         | ↘3        |
| 16 | Передовик         | деревня                         | ↘89       |
| 17 | Подберезье        | деревня                         | ↘5        |
| 18 | Поляны            | деревня                         | ↗2        |
| 19 | Почепок           | деревня                         | →8        |
| 20 | Почернино         | деревня                         | ↘15       |
| 21 | Рамено            | деревня                         | ↗280      |
| 22 | Раменский         | посёлок, административный центр | ↘201      |
| 23 | Свирково          | деревня                         | →0        |
| 24 | Скулово           | деревня                         | →0        |
| 25 | Сычево            | деревня                         | ↘11       |
| 26 | Тиханово          | деревня                         | ↘20       |
| 27 | Ульянино          | деревня                         | ↘0        |
| 28 | Филино            | деревня                         | ↘8        |
| 29 | Харланово         | деревня                         | ↘3        |
| 30 | Шаньково          | деревня                         | →0        |
| 31 | Шахово            | деревня                         | ↘7        |
| 32 | Щербинино         | деревня                         | ↘0        |

## Археология
- По городищу у села Мощины получила название мощинская культура железного века (IV—VII века). В круг древностей мощинской культуры включают лепную глиняную посуду разнообразных форм с лощёной поверхностью, бронзовые украшения.